# Järnladyn (film)
Järnladyn (The Iron Lady) är en brittisk-fransk film från 2011, regisserad av Phyllida Lloyd. Det är en biografisk film om Margaret Thatcher, med Meryl Streep i huvudrollen. Jim Broadbent spelar rollen som maken Denis Thatcher.

## Medverkande
- Meryl Streep – Margaret Thatcher
- Jim Broadbent – Denis Thatcher
- Alexandra Roach – den unga Margaret Thatcher[1]
- Harry Lloyd – den unga Denis Thatcher
- Olivia Colman – Carol Thatcher
- Anthony Head – Geoffrey Howe
- Nicholas Farrell – Airey Neave
- Richard E. Grant – Michael Heseltine
- Paul Bentley – Douglas Hurd
- Robin Kermode – John Major
- John Sessions – Edward Heath
- Roger Allam – Gordon Reece
- Michael Pennington – Michael Foot
- Angus Wright – John Nott
- Julian Wadham – Francis Pym
- Ronald Reagan – sig själv (arkivbilder)